# Östgötaloppet
L'Östgötaloppet fait partie des plus anciennes compétitions cyclistes encore disputées en Suède. Créée en 1925, cette course se déroule habituellement au mois d'avril dans la localité de Linköping. Elle est organisée par le Cykelklubben Hymer, une équipe locale,. 
L'évènement est réparti en plusieurs épreuves distinctes selon le sexe, l'âge et la catégorie des participants. Il compte à son palmarès des cyclistes suédois qui ont brillé dans les rangs professionnels, comme Bernt Johansson ou Jonas Ahlstrand. 

## Palmarès

### Élites Hommes
| Année | Vainqueur                | Deuxième               | Troisième            |
| ----- | ------------------------ | ---------------------- | -------------------- |
| 1925  | Tryggve Johnsson         |                        |                      |
| 1926  | Olle Karlsson            |                        |                      |
| 1927  | Olle Karlsson            |                        |                      |
| 1928  | Olle Karlsson            |                        |                      |
| 1929  | Olle Karlsson            |                        |                      |
| 1930  | Berndt Carlsson          |                        |                      |
| 1931  | Berndt Carlsson          |                        |                      |
| 1932  | Berndt Carlsson          |                        |                      |
| 1933  | Berndt Carlsson          |                        |                      |
| 1934  | Gunnar Bohmar            |                        |                      |
| 1935  | Gunnar Bohmar            |                        |                      |
| 1936  | Gunnar Bohmar            |                        |                      |
| 1937  | Gunnar Bohmar            |                        |                      |
| 1938  | Olle Karlsson            |                        |                      |
| 1939  | Bertil Engberg           |                        |                      |
| 1940  | Sture Gabrielsson        |                        |                      |
| 1941  | Sigvard Pettersson       |                        |                      |
| 1942  | Harald Janemar (de)      |                        |                      |
| 1943  | Börje Karlsson           |                        |                      |
| 1944  | Folke Nordlén            |                        |                      |
| 1945  | Roland Karlsson          |                        |                      |
| 1946  | Harald Janemar (de)      |                        |                      |
| 1947  | Bengt Klevborg           |                        |                      |
| 1948  | Erik Jonsson             |                        |                      |
| 1949  | Pas organisé             |                        |                      |
| 1950  | Olle Wänlund (de)        |                        |                      |
| 1951  | Yngve Lundh (de)         |                        |                      |
| 1952  | Allan Carlsson (de)      |                        |                      |
| 1953  | Clarence Carlsson (de)   |                        |                      |
| 1954  | Pas organisé             |                        |                      |
| 1955  | Lars Nordwall (de)       |                        |                      |
| 1956  | Axel Öhgren (de)         |                        |                      |
| 1957  | Lars Nordwall (de)       |                        |                      |
| 1958  | Karl-Ivar Andersson (de) |                        |                      |
| 1959  | Per-Erik Bergkvist       |                        |                      |
| 1960  | Karl-Ivar Andersson (de) |                        |                      |
| 1961  | Erik Dickman             |                        |                      |
| 1962  | Bengt Lager              |                        |                      |
| 1963  | Sture Pettersson         |                        |                      |
| 1964  | Pas organisé             |                        |                      |
| 1965  | Bengt Jansson            |                        |                      |
| 1966  | Alf Sundqvist            |                        |                      |
| 1967  | Einar Björklund (de)     |                        |                      |
| 1968  | Bengt Sjöberg            |                        |                      |
| 1969  | Bengt Nilsson (de)       |                        |                      |
| 1970  | Jupp Ripfel              |                        |                      |
| 1971  | Sune Wennlöf (de)        |                        |                      |
| 1972  | Curt Söderlund           |                        |                      |
| 1973  | Bernt Johansson          |                        |                      |
| 1974  | Bernt Johansson          |                        |                      |
| 1975  | Mats Mikiver (sv)        |                        |                      |
| 1976  | Svein Langholm (de)      |                        |                      |
| 1977  | Lars Ericsson            |                        |                      |
| 1978  | Bernt Scheler            |                        |                      |
| 1979  | Claes Göransson          |                        |                      |
| 1980  | Peter Weberg             |                        |                      |
| 1981  | Håkan Larsson            |                        |                      |
| 1982  | Bengt Asplund            |                        |                      |
| 1983  | Anders Adamson (sv)      |                        |                      |
| 1984  | Pas organisé             |                        |                      |
| 1985  | Mats Haars               |                        |                      |
| 1986  | Agne Wilson              |                        |                      |
| 1987  | Thomas Rask              |                        |                      |
| 1988  | Torbjörn Wallén          |                        |                      |
| 1989  | Nicklas Kindåker         |                        |                      |
| 1990  | Pas organisé             |                        |                      |
| 1991  | Krister Kernen           |                        |                      |
| 1992  | Pas organisé             |                        |                      |
| 1993  | Klas Johansson           |                        |                      |
| 1994  | Patrick Serra (it)       | Daniel Sjöberg         | Martin Rittsel       |
| 1995  | Dan Kullgren             |                        |                      |
| 1996  | Örjan Gustavsson         | Peter Larsson          | Anders Johansson     |
| 1997  | Stefan Adamsson          | Anders Eklundh         | Jan Karlsson         |
| 1998  | Örjan Gustavsson         | Anders Wickholm        | Tomas Grönqvist (sv) |
| 1999  | Henrik Oldin             | Mikael Andersson       | Michael Johansson    |
| 2000  | Johan Lång               | Emil Skog              | Daniel Glas          |
| 2001  | Jan Mattsson             | Michael Johansson      | Fredrik Johansson    |
| 2002  | Petter Renäng (de)       | Daniel Eriksson        | Rickard Almquist     |
| 2003  | Mikael Hägg              | Michael Johansson      | Lars Robertsson      |
| 2004  | Mikael Segersäll         | Kimmo Kananen (fi)     | Jonas Holmkvist      |
| 2005  | Johan Lindgren           | Jonas Bjelkmark (nl)   | Johan Petterson      |
| 2006  | Fredrik Ericsson         | Linus Dahlberg         | Mickael Ström        |
| 2007  | Johan Landström          | Robert Österling       | Philip Nielsen (de)  |
| 2008  | Mattias Westling         | Linus Dahlberg         | Johan Lindgren       |
| 2009  | Jakob Södergrann         | Jan Gunnars            | Henrik Åbom          |
| 2010  | Christofer Stevenson     | Lars Andersson         | Linus Dahlberg       |
| 2011  | Edvin Wilson             | Lars Andersson         | Philip Lindau        |
| 2012  | Jesper Dahlström (de)    | Jonas Ahlstrand        | Emil Andersson       |
| 2013  | Jesper Dahlström (de)    | Marcus Fåglum Karlsson | Patrik Stenberg (de) |
| 2014  | Jonas Ahlstrand          | Alexander Gingsjö      | Michael Olsson       |
| 2015  | Alexander Gingsjö        | Alexander Wetterhall   | Kim Magnusson        |
| 2016  | Alexander Gingsjö        | Joakim Åleheim         | Ludvig Bengtsson     |
| 2017  | Marcus Fåglum Karlsson   | Alexander Wetterhall   | Edvin Wilson         |
| 2018  | Hugo Forssell            | Niklas Gustavsson      | Edvin Wilson         |
| 2019  | Emil Andersson           | Rasmus Mikiver         | Johan Svensson       |
| 2020  | Edvin Lovidius           | Hugo Forssell          | Jakob Södergrann     |
| 2021  | Marcus Jansson           | Hugo Forssell          | Emil Andersson       |
| 2022  | Hugo Forssell            | Rasmus Mikiver         | Emil Andersson       |
| 2023  | Rasmus Mikiver           | Hugo Forssell          | Gustav Thompson      |
| 2024  | Hugo Forssell            | Alexander Weifenbach   | Marcus Wehlin        |
| 2025  | Viktor Lychou            | Davíð Jónsson          | Hugo Forssell        |

### Élites Femmes
| Année | Vainqueur              | Deuxième              | Troisième         |
| ----- | ---------------------- | --------------------- | ----------------- |
| 1971  | Irene Andersson        |                       |                   |
| 1972  | Elisabet Höglund (en)  |                       |                   |
| 1973  | Marja-Leena Huhtiniemi |                       |                   |
| 1974  | Marja-Leena Huhtiniemi |                       |                   |
| 1975  | Susie Hansen           |                       |                   |
| 1976  | Jill Engström          |                       |                   |
| 1979  | Inger Strandberg       |                       |                   |
| 1986  | Petra Andersson        |                       |                   |
| 1988  | Tuulikki Jahre         |                       |                   |
| 1989  | Pernilla Lundqvist     |                       |                   |
| 1993  | Pernilla Johansson     |                       |                   |
| 1994  | Gunilla Johansson      | Susanne Ljungskog     | Helena Norrman    |
| 1995  | Karin Torvaldsson      |                       |                   |
| 1996  | Jenny Algelid          | Marina Emanuelsson    | Christine Larsson |
| 1997  | Marie Höljer           | Lotta Green           | Annika Rosendahl  |
| 1998  | Lotta Green            | Anna Fällgren         | Anna Delfin       |
| 1999  | Lotta Green            | Annika Hansson        | Anna Delfin       |
| 2000  | Anna Delfin            | Emelie Öhrstig        |                   |
| 2001  | Sirpa Ahlroos          | Lotta Green           | Ullrica Wånggren  |
| 2002  | Camilla Larsson        | Madelene Olsson       | Daniela Profir    |
| 2003  | Mirella Ehrin          |                       |                   |
| 2004  | Monica Holler          |                       |                   |
| 2005  | Ulrica Andersson       | Karin Aune            | Anna Engstrand    |
| 2006  | Marie Lindberg         | Therese Carlsson      | Anna Engstrand    |
| 2007  | Camilla Larsson        | Marie Lindberg        | Madelene Olsson   |
| 2008  | Monica Holler          | Isabelle Söderberg    | Jessica Kihlbom   |
| 2009  | Jennie Stenerhag (sv)  | Jessica Kihlbom       | Madelene Olsson   |
| 2010  | Madelene Olsson        | Jennie Stenerhag (sv) | Martina Thomasson |
| 2011  | Annika Löfström        | Martina Thomasson     | Hanna Nilsson     |
| 2012  | Sara Olsson            | Martina Thomasson     | Mirella Ehrin     |
| 2013  | Martina Thomasson      | Marie Emilsson        | Sara Olsson       |
| 2014  | Hanna Helamb           | Sara Penton           | Linn Gustafsson   |
| 2015  | Julia Karlsson         | Linda Halleröd        | Ida Erngren       |
| 2016  | Emma Ahlstrand         | Moa Johansson         | Camilla Backman   |
| 2017  | Ida Erngren            | Emma Ahlstrand        | Jenny Eliasson    |
| 2018  | Sara Olsson            | Emma Ahlstrand        | Hanna Johansson   |
| 2019  | Clara Lundmark         | Ida Wånggren          | Åsa Christiernin  |
| 2020  | Nathalie Eklund        | Johanna Palmqvist     | Ida Wånggren      |
| 2021  | Emelie Hjärtström      | Johanna Palmqvist     | Carin Winell      |
| 2022  | Matilda Frantzich      | Carin Winell          | Amanda Bohlin     |
| 2023  | Ebba Granqvist         | Johanna Palmqvist     | Maja Johansson    |
| 2024  | Amanda Bohlin          | Maja Johansson        | Carin Winell      |
| 2025  | Caroline Andreasson    | Ida Ossiansson        | Wihlma Lindholm   |